# Arbolí
Arbolí é um município da Espanha na comarca de Baix Camp, província de Tarragona, comunidade autónoma da Catalunha. Tem 20,8 km² de área e em 2021 tinha 126 habitantes (densidade: 6,1 hab./km²).

## Demografia
| Variação demográfica do município entre 1991 e 2004[carece de fontes?] | Variação demográfica do município entre 1991 e 2004[carece de fontes?] | Variação demográfica do município entre 1991 e 2004[carece de fontes?] | Variação demográfica do município entre 1991 e 2004[carece de fontes?] |
| ---------------------------------------------------------------------- | ---------------------------------------------------------------------- | ---------------------------------------------------------------------- | ---------------------------------------------------------------------- |
| 1991                                                                   | 1996                                                                   | 2001                                                                   | 2004                                                                   |
| 138                                                                    | 131                                                                    | 120                                                                    | 116                                                                    |